# Fight or Flight Tour
Fight or Flight Tour es la segunda gira musical de la cantante estadounidense Emily Osment . La gira apoya su primer álbum Fight or Flight. La gira empezó el 30 de octubre de 2010 en São Paulo, Brasil y terminó el 8 de diciembre de 2010 en Appleton, Estados Unidos.

## Antecedentes
La cantante Angelique abrió el show de Emily, el 31 de octubre en la feria que tuvo lugar en Río de Janeiro. Durante un concierto en Brasil, mientras Osmnet interpretaba la canción Lovesick, Emily Osment tomó la bandera de Brasil y un ventilador.
La cantante actuó en el programa Eliana y en el programa de Raúl Gil donde interpretó su single Let's Be Friends.

## Repertorio
1. You Are The Only One
2. The Cycle
3. I Hate The Homecoming Queen
4. Average Girl
5. Marisol
6. Lovesick
7. Get Yer Yah Yahs Out
8. 1800 Clap Your Hand's (The Water Is Rising)
9. What About Me
10. Use Somebody (cover de Kings of Leon)
11. All The Boys Want
12. Double Talk
13. Let's Be Friends

### Encore
1. All The Way Up

## Fechas
| América del Sur         |                |                |       |                         |
| 30 de octubre de 2010   | São Paulo      | Brasil         | 20:30 | Via Funchal             |
| 31 de octubre de 2010   | Río de Janeiro | Brasil         | 19:00 | Citibank Hall           |
| Europa                  |                |                |       |                         |
| 5 de noviembre de 2010  | Madrid         | España         | 19:00 | Noche Movistar MTV      |
| América del Norte       |                |                |       |                         |
| 27 de noviembre de 2010 | Alexandria     | Estados Unidos | 20:00 | Rapides Parish Coliseum |
| 28 de noviembre de 2010 | New Orleans    | Estados Unidos | 18:00 | Republic                |
| 29 de noviembre de 2010 | Mobile         | Estados Unidos | 19:00 | Soul Kitchen            |
| 1 de diciembre de 2010  | Dallas         | Estados Unidos | 18:30 | The Door                |
| 2 de diciembre de 2010  | Tulsa          | Estados Unidos | 18:30 | The Marquee             |
| 6 de diciembre de 2010  | Albany         | Estados Unidos | 18:30 | Times Union Center      |
| 8 de diciembre de 2010  | Appleton       | Estados Unidos | 19:00 | Outer Edge Stage        |